# Przydrożna Skała

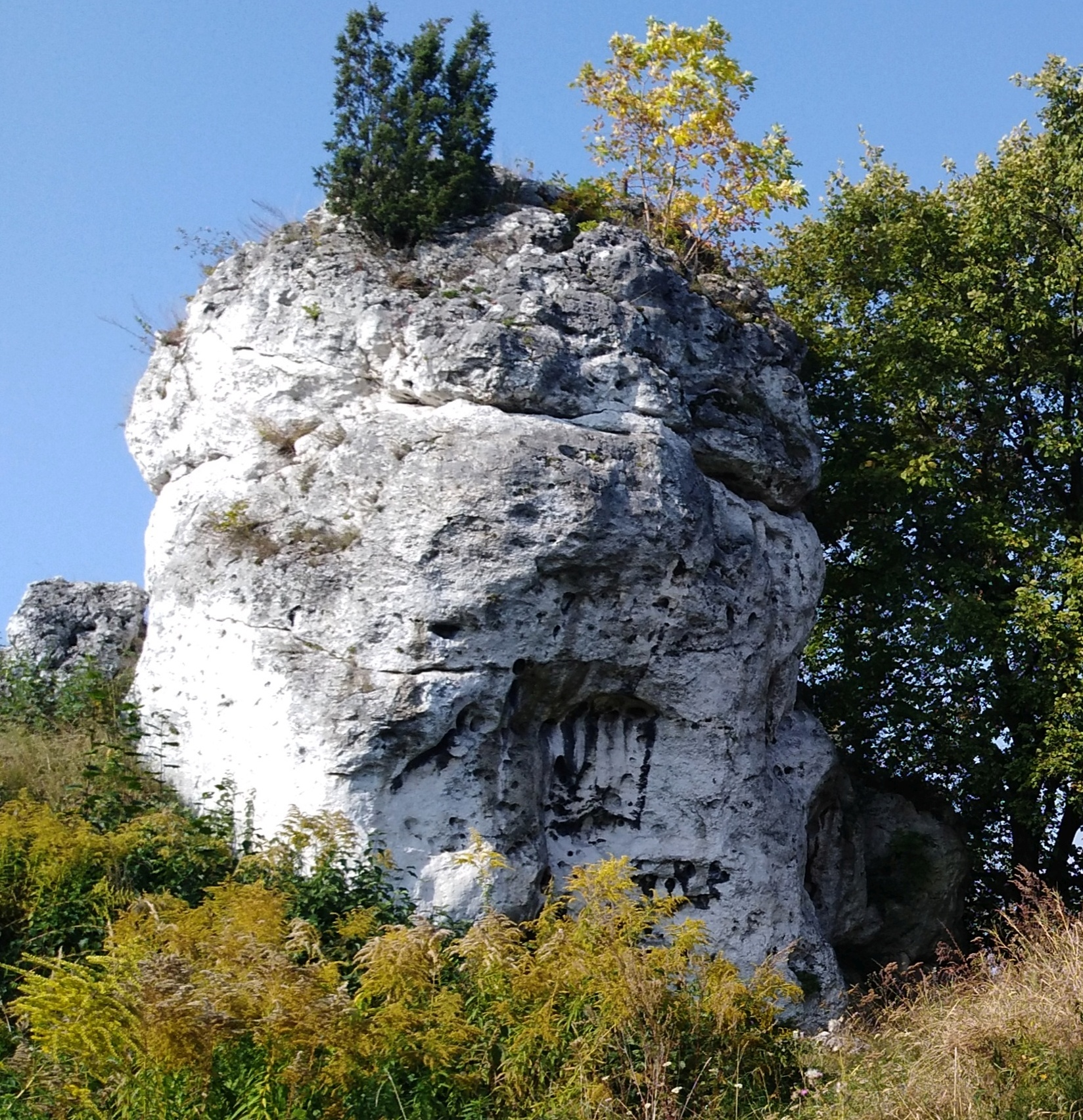

Przydrożna Skała – skała w grupie Skał Niegowonickich w miejscowości Niegowonice w województwie śląskim, w powiecie zawierciańskim, w gminie Łazy. Znajduje się na wzniesieniu Kromołowiec (417 m n.p.m.) po północno-wschodniej stronie wsi, przy drodze wojewódzkiej nr 790 na Wyżynie Częstochowskiej będącej częścią Wyżyny Krakowsko-Częstochowskiej. Obok skały jest miejsce biwakowe z wiatą, stołem, ławami i tablicami informacyjnymi oraz miejsce parkingowe.
Przydrożna Skała ma wysokość 8 m. Znajduje się na terenie otwartym i zbudowana jest z twardych wapieni skalistych. Uprawiana jest na niej wspinaczka skalna. W pobliżu znajdują się jeszcze 3 inne skały wspinaczkowe: Kromołowiec (Niegowonice I), Niegowonice II i Niegowonice III.

## Drogi wspinaczkowe
Są 4 drogi wspinaczkowe o trudności od V do VI.2 w skali polskiej i długości 7–8 m. Mają ekspozycję północno-wschodnią, wschodnią i południową. Wszystkie drogi mają zamontowane stałe punkty asekuracyjne; ringi (r) i stanowiska zjazdowe (st).
1. Chamski przechwyt; VI.1+, 3r + st, 8 m,
2. Defekt mózgu; VI.1+/2, 3r + st, 8 m,
3. Sajgon; VI, 2r + st, 7 m,
4. Biegi; V, 2r + st, 7 m[1].